# بورترية والي (لوحة)
بورتَريهَ والي (بالألمانية: Porträt von Wally)‏ هي لوحة زيتية عام 1912 بريشة الرسام التعبيري النمساوي إيغون شيلي. يصور العمل والبورجا «والي» نيوزيل، وهي امرأة التقى بها شيلي في عام 1911 عندما كان يبلغ من العمر 21 عامًا وكان عمرها 17 عامًا. تعتبر «بورترية والي» من أكثر لوحات شيلي روعة. حصل رودولف ليوبولد على اللوحة في عام 1954 وأصبحت جزءًا من مجموعة متحف ليوبولد عندما أسستها الحكومة النمساوية، حيث اشترت 5 الأف قطعة كان ليوبولد يمتلكها. قرب نهاية معرض 1997-1998 لأعمال شيلي في متحف الفن الحديث في نيويورك، تم الكشف عن تاريخ ملكية اللوحة في مقال نُشر في صحيفة نيويورك تايمز. بعد النشر، اتصل ورثة ليا بوندي جاراي (كانت تاجرًه فنيًه نمساويًه وجامعًه للفن أُجبرت على الهجرة إلى بريطانيا العظمى بسبب الاضطهاد النازي بعد ضم النمسا إلى الرايخ الألماني النازي)، والتي كان العمل يخصها قبل الحرب العالمية الثانية، بمحامي مقاطعة نيويورك الذي أصدر مذكرة استدعاء تمنع عودته إلى النمسا. تم تقييد العمل في التقاضي لسنوات من قبل ورثة بوندي، الذين ادعوا أن اللوحة كانت نهبًا نازيًا وكان ينبغي إعادتها إليهم.
في يوليو 2010 ، وافق متحف ليوبولد على دفع 19 مليون دولار لورثة بوندي بموجب اتفاقية من شأنها معالجة جميع المطالبات المعلقة على اللوحة.

## الوصف

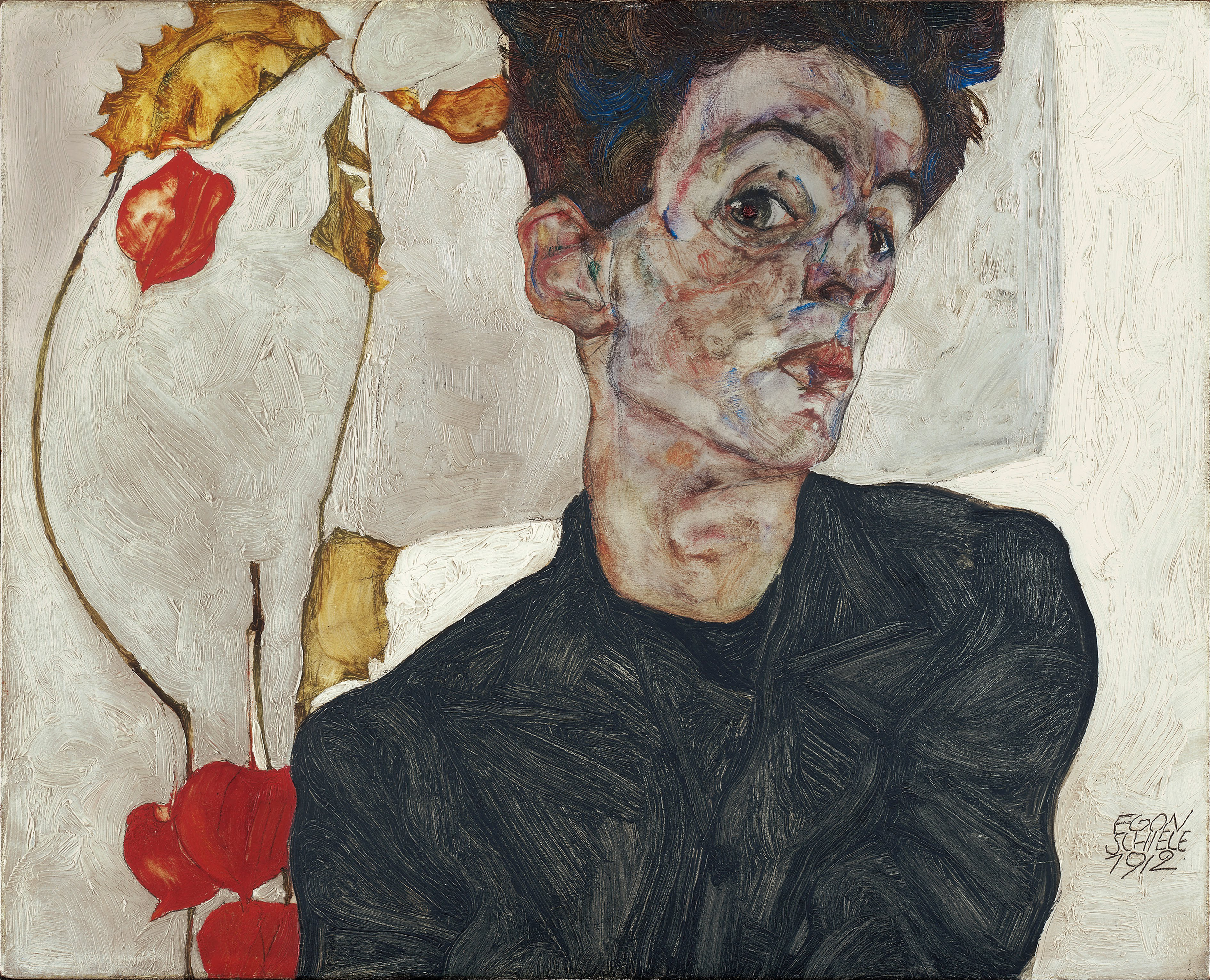
بورترية ذاتية مع فوانيس صينية بريشة شيلي 1912، متحف ليوبولد، فيينا.

اللوحة، التي شُيدت كبورترية تمثال نصفي، تصور امرأة شابة تميل إلى الأمام وتنظر مباشرة إلى المشاهد. «بساطة المساحات المنظمة جيدًا»، واللباس الداكن، والياقة البيضاء، بالإضافة إلى الخلفية الفاتحة وظهر الكرسي المرسوم، تعبر عن انسجام انفصالي. تتطابق اللوحة التي تم رسمها في عام 1912 مع «بورترية ذاتية مع فوانيس صينية» التي تم رسمها في نفس العام.
تم رسم كلتا اللوحتين في فترة مثمرة بشكل خاص واجهَ خلالها الفنان أعمال فنسنت فان جوخ. خلال هذه الأشهر، بعد انتقال شيلي من تشيسكي كروملوف إلى نيولينجباخ وقبل سجنه من أبريل إلى مايو 1912 لمهاجمته الآداب العامة، رسم شيلي، بالإضافة إلى هذه الصور، العديد من المناظر الطبيعية والعديد من التراكيب التصويرية.
كانت والبورجا «والي» نيوزيل (1894-1917) رفيقة شيلي ونموذجه وملهمته من عام 1911 إلى عام 1915. ولدت في 19 أغسطس 1894 في تاتندورف في النمسا السفلى لابنة عامل ومعلمة. انتهت علاقتها مع شيلي في يونيو 1915 عندما تزوج شيلي من إديث هارمز، التي رفضت بشكل قاطع العلاقة الثلاثية. بعد انفصالها، تدربت والي كممرضة ثم ذهبت إلى دالماتيا في عام 1917 ، حيث توفيت بسبب الحمى القرمزية في 25 ديسمبر من نفس العام.
في هذه أللوحة، تبدو والي غارقة في الحزن، وكأنها تشعر أن علاقتها مع شيلي قد آن أوانها.

## علاقةشيليمع والي
في عام 1911 ، التقى شيلي مع والبورجا «والي» نيوزيل البالغ من العمر سبعة عشر عامًا، والتي انتقلت للعيش معه في فيينا وعملة كنموذج للفنان. لا يُعرف عنها سوى القليل؛ ربما تكون قد كانت سابقًا نموذجًا لـ غوستاف كليمت وربما كانت إحدى عشيقاته. أراد شيلي ووالي الهروب مما اعتبروه «بيئة فيينا الخانقة»، وذهبا إلى بلدة تشيسكي كروملوف الصغيرة في جنوب بوهيميا. على الرغم من أن كرومو كانت مسقط رأس والدة شيلي، فقد تم طرده هو وعشيقته من المدينة من قبل السكان، الذين رفضوا بشدة أسلوب حياتهم الذي تضمن توظيفه المزعوم للفتيات المراهقات في المدينة. كنماذج للرسم.
انتقلوا معًا إلى نيولينجباخ في النمسا السفلى، على بعد 35 كم غرب فيينا، بحثًا عن محيط ملهم واستوديو غير مكلف للعمل فيه. كما كان الحال في العاصمة، أصبح استوديو شيلي مكانًا لتجمع أطفال نيولينجباخ الجانحين. أثار أسلوب حياة شيلي الكثير من العداء بين سكان المدينة، وفي أبريل 1912 تم القبض عليه وسجنه لإغراء فتاة صغيرة دون سن الرشد، وتم الاستيلاء على أكثر من مائة من رسوماته على أنها إباحية. على الرغم من إسقاط تهمة الإغواء، فقد أدين بعرض رسومات جنسية في مكان يسهل الوصول إليه للأطفال وحُكم عليه بالسجن لمدة 3 أيام إضافية إلى جانب الأسابيع الثلاثة التي قضاها بالفعل.
في عام 1914 ، كان لدى شيلي استوديو في ضاحية هيتزينج في فيينا. على الجانب الآخر من الشارع كانت عائلة بروتستانتية من الطبقة المتوسطة في صناعة الأقفال تضم الأختين إديث وأديلي هارمز. في فبراير 1915 ، كتب شيلي ملاحظة إلى صديق يقول فيها: «أنوي الزواج، بشكل مفيد. ليس من والي.» عندما أخبر والي، تركته على الفور ولم تره مرة أخرى. في هذا الوقت تقريبًا رسم لوحة «الموت والبكر»، حيث تستند لوحة والي إلى عمل سابق، تزوج شيلي وإديث هارمز في 17 يونيو 1915.
بعد مغادرته شيلي، تدربة والي كممرضة وعملة في مستشفى عسكري في فيينا. في عام 1917 كانت تعمل في منطقة دالماتيا بكرواتيا، وتوفيت هناك في 25 ديسمبر من الحمى القرمزية.

## الملكية المبكرة والاستيلاء النازي
كما هو موضح في مقاله نشرته عام 1997 من قبل جوديث إتش في النيويورك تايمز. كانت اللوحة مملوكة لـ ليا بوندي جاراي، تاجرة فنون يهودية كانت تفر من النمسا بعد عملية أنشلوس. وتحت الإكراه تخلت عن اللوحة لتاجر التحف لتاجر التحف فريدريش ويلز عام 1939. بينما كان معرض بوندي الفني قد تم «تأريخه» بالفعل وتم الاستيلاء على جميع لوحاته من قبل النازية، كان ولز قد شاهد اللوحة في شقة بوندي، حيث كانت جزءًا من مجموعتها الخاصة، وطالب بتسليمها إليه. بما أنهم كانوا يفرون من البلاد، أقنعها زوجها بتسليم اللوحة إلى ويلز، قائلاً «أنتي تعرفين ما يمكنه فعله». أجبر ويلز أيضًا الدكتور هاينريش ريجر على بيع مجموعته من لوحات شيلي قبل ترحيل ريجر إلى معسكر اعتقال تيريزينشتات، حيث قُتل في 21 أكتوبر 1942.

## جهود التعافي
بعد نهاية الحرب العالمية الثانية، استولى جيش الولايات المتحدة على ممتلكات ويلز واستعاد اللوحات التي جمعها خلال الحرب. اختلطت «بورترية والي» مع لوحات شيلي الأخرى من مجموعة ريجر، والتي تم تسليمها جميعًا إلى الحكومة النمساوية. اشترى المتحف الإمبراطوري في فيينا أعمال شيلي من ورثة ريجر، والتي تضمنت بشكل خاطئ «بورتريه والي» بسبب خطأ كتابي من قبل القوات الأمريكية، مع إدراج اللوحة على أنها من مجموعة ريجر. أُبلغ المتحف بالخطأ، بأن اللوحة لم تكن ملكاً لريجر. بعد أن استعادت بوندي ملكية معرضها الفني في فيينا في عام 1946 ، اتصلت بويلز، الذي أخبرها أن اللوحة قد تم تسليمها إلى المعرض الوطني النمساوي. وروت بوندي أنها قابلت رودولف ليوبولد في لندن عام 1953 وطلبت مساعدته في استعادة اللوحة من المتحف، وعرضت مساعدته في الحصول على أعمال أخرى لشيلي. اكتشف بوندي لاحقًا أن ليوبولد كان قد اشترى لنفسه اللوحة من المتحف في عام 1954. يحذف كتالوج ليوبولد لعام 1972 سبب أعمال شيلي ليا بوندي من قائمة المصدر، على الرغم من كتالوج سابق من قبل أوتو كالير استشهد بها باعتبارها المالك الأخير في الثلاثينيات. توفيت بوندي في عام 1969 وقام ورثتها بأتباع المسار الذي كانت تتبعه. 
في عام 1994 ، كان «بورترية والي» من بين 5400 عمل في متحف ليوبولد الفنية التي اشترتها الحكومة النمساوية مقابل 500 مليون دولار واستخدمت لإنشاء متحف ليوبولد، مع تسمية ليوبولد كمدير مدى الحياة، وهو منصب شغله حتى وفاته في يونيو 2010. في كتالوج عام 1995 لأعمال شيلي، أدرج ليوبولد الادعاء بأن أللوحة كانت جزءًا من مجموعة ريجر التي حصل عليها سابقًا من المعرض الوطني النمساوي. أدرج متحف ليوبولد اللوحة في مجموعة من الأعمال المعروضة في الفترة من 8 أكتوبر 1997 إلى 4 يناير 1998 في متحف الفن الحديث.

## الإجراءات القانونية
استدعى المدعي العام لمقاطعة نيويورك (روبرت إم مورجنثاو) لوحة «بورتريه والي» مع لوحة أخرى لشيلي في يناير 1998 ، مدعيا أنه تم الحصول عليها بشكل غير صحيح من نهب النازي. في سبتمبر 1999 ، رفضت محكمة الاستئناف في نيويورك ادعاء مورجنثاو بأنه يمكنه مصادرة اللوحات بموجب قانون الولاية، وعندها صادرت دائرة الجمارك الأمريكية اللوحات بموجب القانون الفيدرالي.
في الإجراءات القانونية، ذكر المتحف أن بوندي قررت التخلي عن الأمر في عام 1954 وأنه لا يوجد دليل يثبت أن ليوبولد كان يعلم أن اللوحة كانت نهبًا نازيًا عندما حصل عليها. أكد ورثة عائلة بوندي أن بوندي بذلت جهودًا متعددة لاستعادة اللوحة، والتي استمرت بعد وفاتها. 
في أكتوبر / تشرين الأول 2009 ، بعد أكثر من عقد من الإجراءات والمشاحنات القانونية، قضت القاضية لوريتا أ. بإن متحف ليوبولد كان على علم بمصدر اللوحة المشكوك فيه عندما أرسل أللوحة إلى متحف الفن الحديث قبل 12 عامًا. في المحاكمة، ستحدد هيئة المحلفين ما إذا كان هناك دليل كاف لإثبات أن ليوبولد كان يعلم أن اللوحة قد سُرقت عندما تم إحضارها للعرض في الولايات المتحدة.
في أوائل يوليو 2010 ، أشارت المصادر إلى صحيفة الفن أن ملكية بوندي ستقبل 20 مليون دولار كتعويض عن اللوحة في صفقة اكتملت قبل وقت قصير من وفاة ليوبولد في الشهر السابق، قبل أسابيع من الموعد المقرر لبدء المحاكمة المدنية في محكمة مقاطعة الولايات المتحدة. بموجب شروط الصفقة، سيتم إعادة اللوحة إلى متحف ليوبولد، حيث سيتم تعليقها جنبًا إلى جنب مع صورة شخصية شيلي التي تم استخدامها كشعار للمتحف. بحلول 21 يوليو 2010 ، اتفق متحف ليوبولد وملكية بوندي على تسوية بقيمة 19 مليون دولار.
تاريخ اللوحة والجهود القانونية التي بذلها ورثة بوندي لاستعادتها هي موضوع الفيلم الوثائقي لعام 2012 «بورترية والي» للمخرج أندرو شيا.

## الرسام

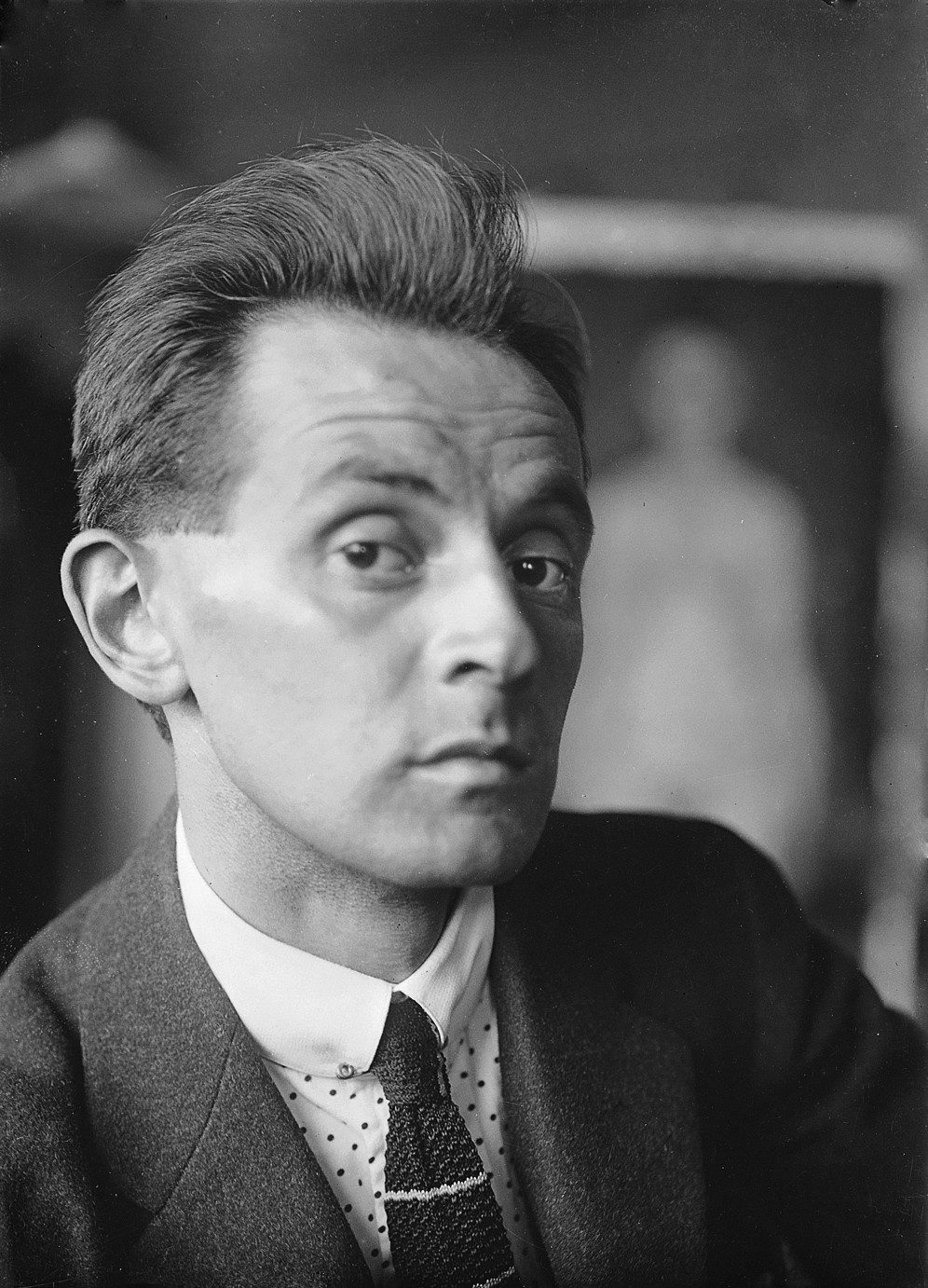
إيغون شيلي

إيغون شيلي ‏ (12 يونيو 1890 -31 أكتوبر 1918)  هو رسام وفنان تشكيلي من النمسا. يعتبر من فناني القرن العشرين الرائدين. اعتمدت لوحاته على الأسلوب التعبيري وحظي برعاية واهتمام خاص من الفنان النمساوي غوستاف كليمت. ولد في مدينة تولن. وتوفي في فيينا في سن مبكر بسبب وباء إنفلونزا 1918. عالجت أعماله تصويرات متنوعة للجسد والنفس البشرية. رسم الكثير من البورتريهات والمناظر الطبيعية بالألوان المائية والزيتية.